# UCI Oceania Tour 2007-2008
El UCI Oceania Tour 2007-2008 fue la tercera edición del UCI Oceania Tour. Se llevó a cabo de octubre de 2007 a septiembre de 2008 donde se disputaron 6 competiciones por etapas en dos modalidades, pruebas por etapas y pruebas de un día, otorgando puntos a los primeros clasificados de las etapas y a la clasificación final; cayendo del calendario respecto a la temporada anterior el Tour Down Under que subió a categoría UCI ProTour. Además, a pesar de no estar en el calendario, también puntuaron los campeonatos nacionales con un baremo dependiendo el nivel ciclista de cada país. 
El ganador a nivel individual fue el neozelandés Hayden Roulston, por equipos triunfó el Southaustralia.com-AIS de Australia, mientras que por países y países sub-23 fue Australia quién obtuvo más puntos.

## Calendario
Contó con las siguientes pruebas, tanto por etapas como de un día.

### Octubre 2007
| Fecha    | Carrera                          | Cat. | Ganador        | Equipo del ganador |
| -------- | -------------------------------- | ---- | -------------- | ------------------ |
| 15 al 21 | Jayco Herald Sun Tour            | 2.1  | Matthew Wilson | Unibet.com         |
| 27       | Melbourne to Warrnambool Classic | 1.2  | Timothy Decker | Bendigo            |

### Noviembre 2007
| Fecha   | Carrera                          | Cat. | Ganador         | Equipo del ganador         |
| ------- | -------------------------------- | ---- | --------------- | -------------------------- |
| 5 al 10 | Tour de Southland                | 2.2  | Hayden Roulston | Trek Zookeepers Cafe       |
| 3       | Campeonato Oceánico Contrarreloj | CC   | Gordon McCauley | Selección de Nueva Zelanda |
| 5       | Campeonato Oceánico en Ruta      | CC   | Hayden Roulston | Selección de Nueva Zelanda |

### Enero 2008
| Fecha    | Carrera            | Cat. | Ganador      | Equipo del ganador     |
| -------- | ------------------ | ---- | ------------ | ---------------------- |
| 24 al 28 | Tour de Wellington | 2.2  | Travis Meyer | Southaustralia.com-AIS |

## Clasificaciones

### Individual
| Posición | Ciclista         | Puntos |
| -------- | ---------------- | ------ |
| 1        | Hayden Roulston  | 193    |
| 2        | Travis Meyer     | 91     |
| 3        | Joseph Chapman   | 77     |
| 4        | Paul Odlin       | 60     |
| 5        | Joost van Leijen | 52     |
| 6        | Marc Ryan        | 50     |
| 7        | Gordon McCauley  | 46     |
| 8        | David Pell       | 43     |
| 9        | Rory Sutherland  | 43     |
| 10       | Clinton Avery    | 40     |

### Equipos
| Posición | Equipo                   | Puntos |
| -------- | ------------------------ | ------ |
| 1        | Southaustralia.com-AIS   | 174    |
| 2        | Bissell Pro Cycling Team | 103    |
| 3        | Savings & Loans          | 100    |
| 4        | Van Vliet-EBH Elshof     | 52     |
| 5        | Garmin-Chipotle          | 48     |

| 6  | Health Net presented by Maxxis | 43 |
| 7  | Praties                        | 36 |
| 8  | Toyota-United                  | 35 |
| 9  | Drapac Porsche                 | 23 |
| 10 | Pezula Racing                  | 18 |

### Países
| Posición | País          | Puntos |
| -------- | ------------- | ------ |
| 1        | Australia     | 1203,7 |
| 2        | Nueva Zelanda | 793,2  |

### Países sub-23
|   | Países        | Puntos |
| - | ------------- | ------ |
| 1 | Australia     | 670    |
| 2 | Nueva Zelanda | 143    |